# 中央广场 (苏黎世)

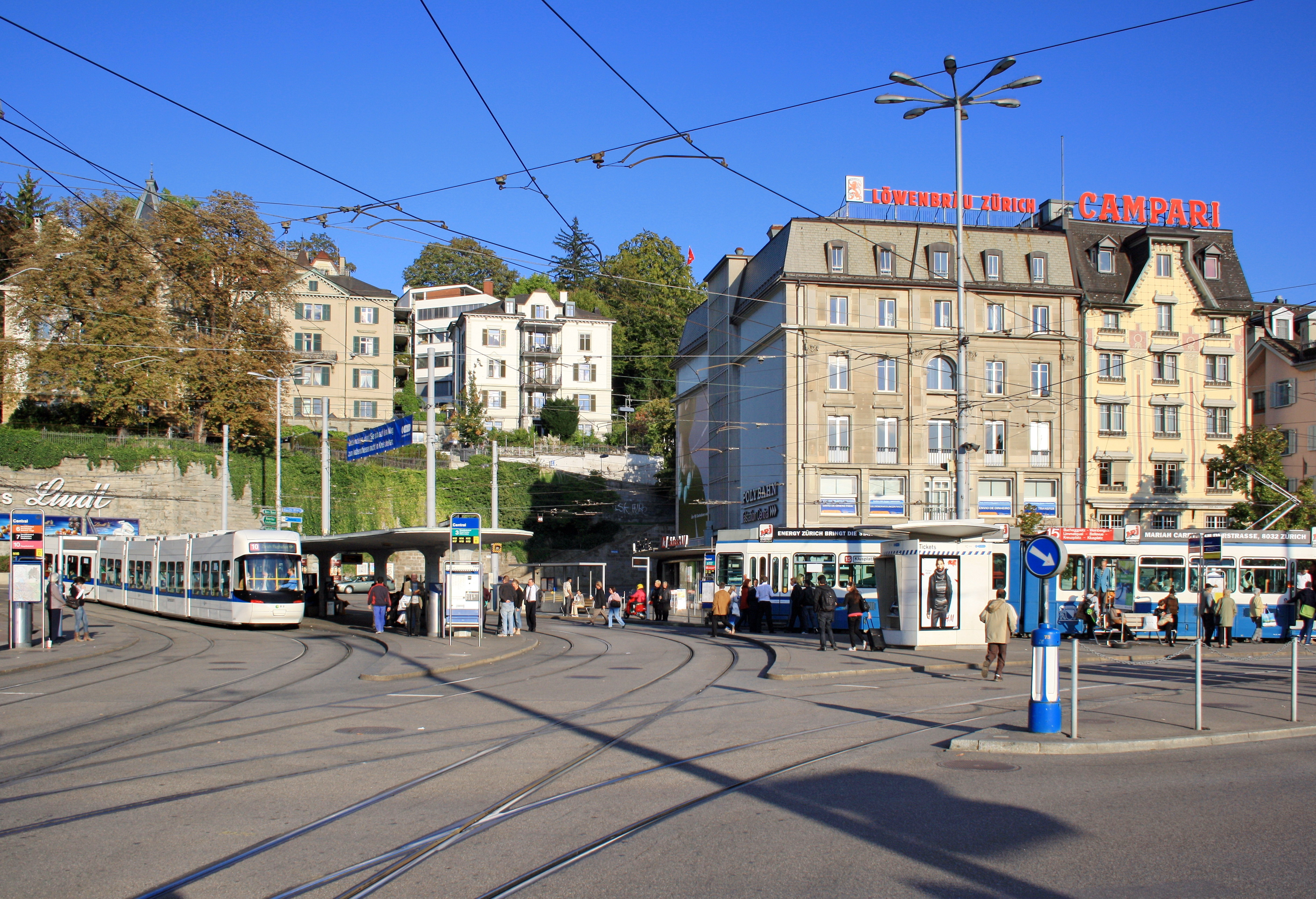

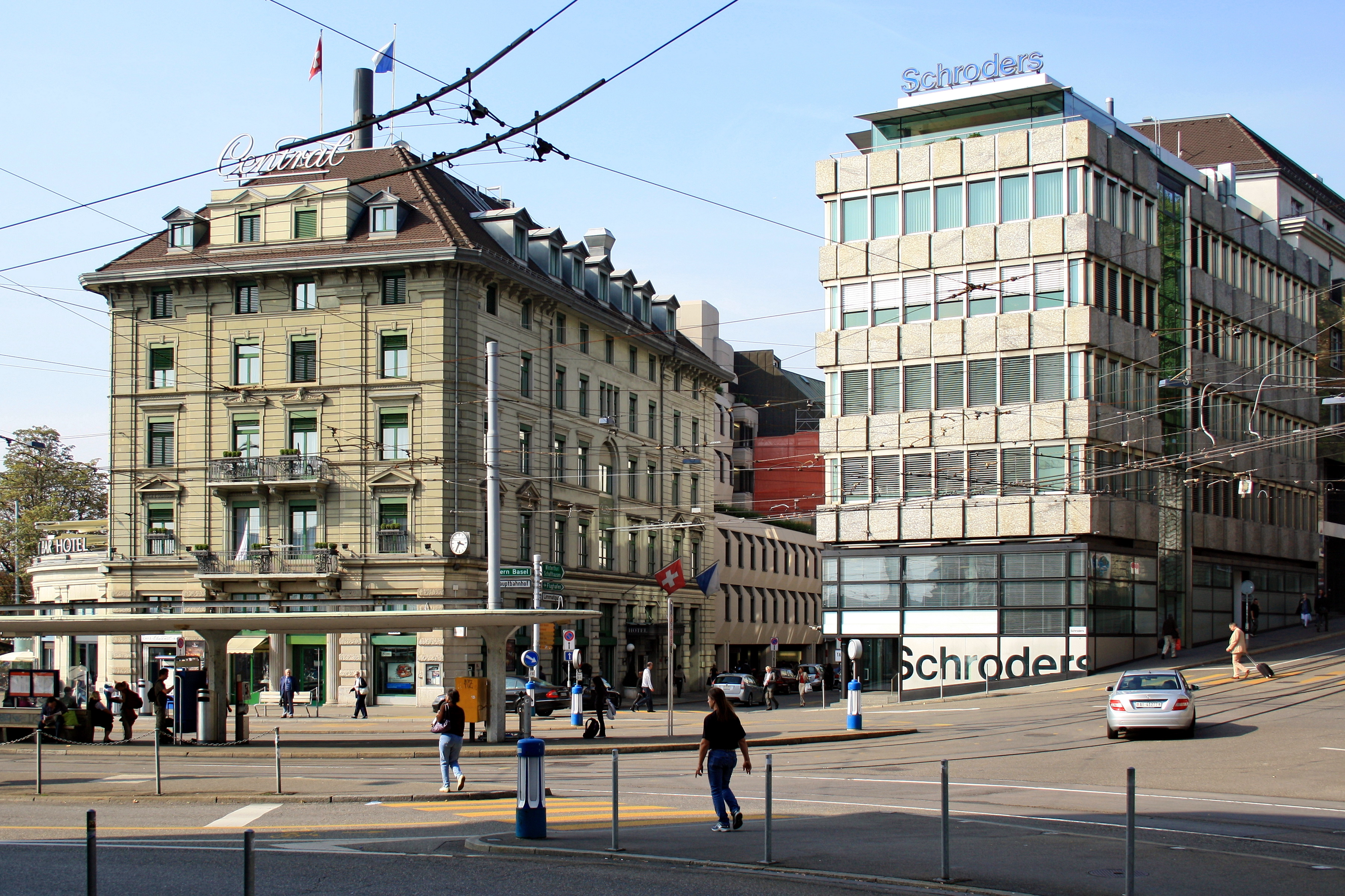
中央酒店

中央广场（Central）原名Leonhardplatz，是瑞士苏黎世的一个广场，位于利马特河滨河路北端。它是该市道路和公共交通的枢纽之一，登山缆车、3、4、6、7、10、15路电车以及31、46路巴士均经此。

## 地理
中央广场位于利马特河右岸(东岸) ，苏黎世火车总站对面，两者以火车站桥相连。它是以位于此处的中央酒店命名。